# Jonathan Downes
Jonathan Downes (Portsmouth, Inglaterra, 1959) es un naturalista, criptozoologista, autor, editor, cineasta, poeta, novelista, activista, periodista, compositor y cantautor. Es el director del Centre For Fortean Zoology. Su padre, el explorador y agente del Servicio Colonial, J. T. Downes (1925–2006), escribió varios libros en un amplio abanico de temas, como historia africana y teología, entre otros. Su madre Mary Downes (1922–2002) era una locutora y autora que publicó varias colecciones sobre folclore nigeriano bajo el pseudónimo "Yar Kunama".
Es, actualmente, desde 1994 el editor de Animals & Men; la revista del Centre for Fortean Zoology, y, desde 2012, es el editor de Gonzo Weekly, una revista digital de música. Entre 2007-10 fue el editor del Amateur Naturalist (antes "Exotic Pets"), una revista publicada por CFZ Press; el editor de la revista en línea "Cryptozoology: On-line", y, desde enero de 2003 hasta agosto de 2007, fue el editor sustituto de la revista Tropical World, una revista sobre peces tropicales publicada en el Reino Unido. Entre 2012-3 fue el editor de la revista UFO Matrix. También ha editado y contribuido en muchas otras publicaciones con el paso de los años.
Según su autobiografía y otras escrituras, en su niñez vivió en Nigeria, y luego en Hong Kong (entonces una colonia de Corona Británica). Más tarde, en 1971, regresó Reino Unido cuando su padre fue 'invalidado' del gobierno de Hong Kong. Se educó en la Escuela de Gramática de Bideford, (1971-6) y, más tarde, en la Escuela de Buckland Oeste(1976-7), de la cual fue expulsado. Trabajó como enfermero para las personas con discapacidad mentales entre 1981 y 1990 y, entre 1990 y 1994, dirigió el club de seguidores de Steve Harley and Cockney Rebel.
Desde 2012, es el editor del blog Gonzo Daily, y la revista electrónica Gonzo Weekly; ambos conjuntamente con Gonzo Multimedia (anteriormente Voiceprint Records).
Es activo en trabajos comunitarios, y, por algunos años, fue parte del equipo que organiza el servicio mensual para niños en la iglesia del pueblo en Woolfardisworthy, North Devon. Habiendo sufrido trastornos bipolares durante años, Downes es un activista en asuntos de salud mental. El 21 de julio de 2007 se casa con su segunda mujer Corinna Newton Downes.
Tiene dos hijastras, Shoshannah (27) y Olivia (25) y una nieta Evelyn (nacida en septiembre de 2014).

## Criptozoología

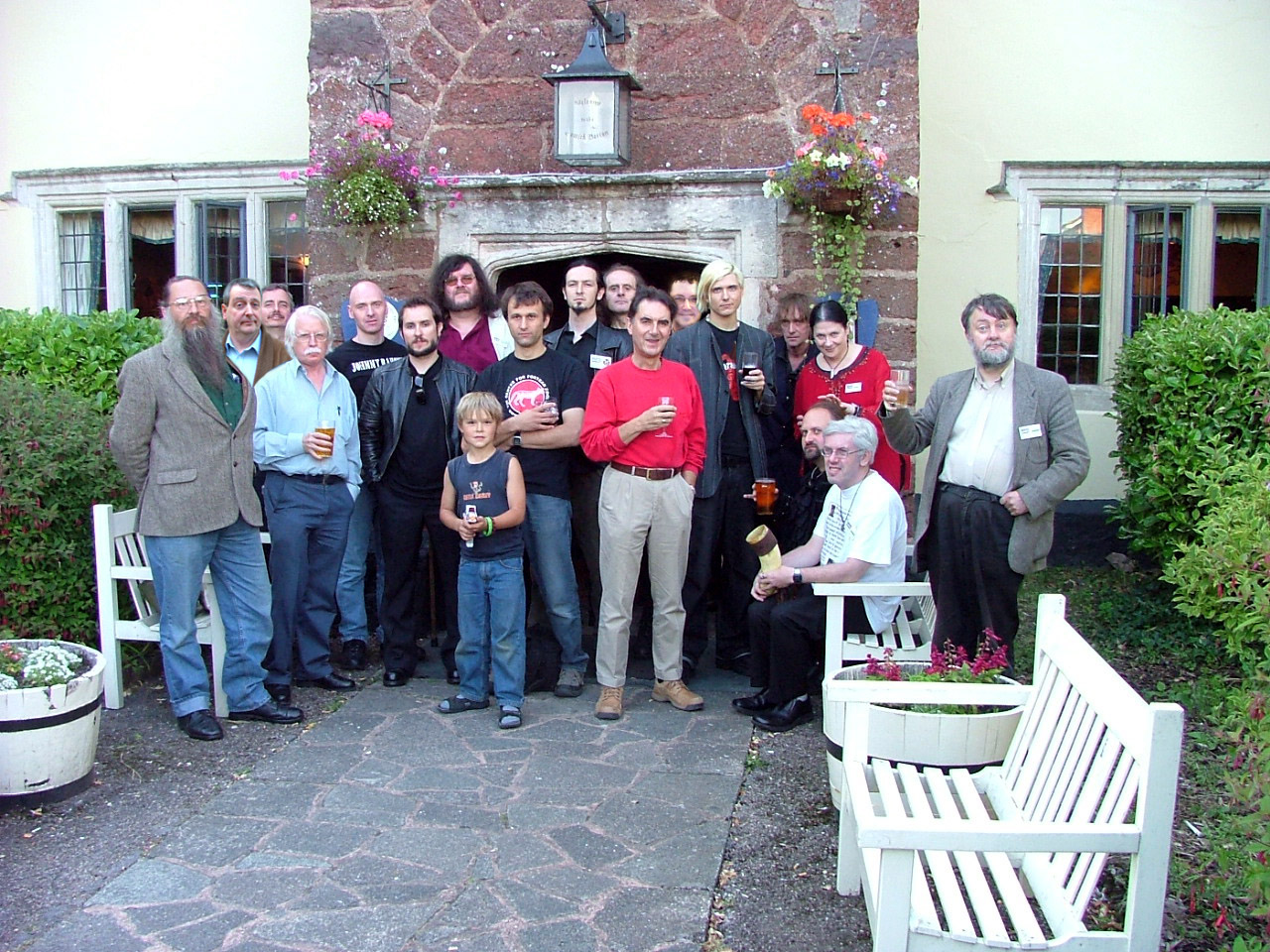
Downes y otros asistentes del Weird Weekend, 2005

En 1992 Downes fundó el Centre for Fortean Zoology, la mayor organización de búsqueda criptológica del mundo. Su opinión es que la criptozoología no tendría que ser considerada una rama de la búsqueda paranormal. A pesar de que ha escrito un número de libros sobre ovnis y otros temas de la Fortean (a veces en colaboración con su amigo y colega Nick Redfern), considera a la criptozoología como una rama de la zoología principal, más que una cosa más esotérica.

## Libros
Ha escrito los libros siguientes:
- Take this Brother may it serve you well (1988)
- Riding the Waves (con Kim Andrews) (1990)
- El Grand Senor (con Kim Andrews) (1991)
- Road Dreams (1993)
- Smaller Mystery Carnivores of the Westcountry (1996)
- The Owlman and Others (ISBN 1-905723-02-4, 1997)
- The Rising of the Moon con Nigel Wright (ISBN 0-9544936-5-6, 1999)
- Weird Devon con Richard Freeman and Graham Inglis (ISBN 1-899383-38-7, 2000)
- UFOs over Devon (ISBN 1-899383-37-9, 2000)
- Weird War Tales con Nick Redfern (2000)
- Weird War Tales Volume 2 con Nick Redfern (2000)
- The Blackdown Mystery (ISBN 1-905723-00-8, 2000)
- Only Fools and Goatsuckers (ISBN 0-9512872-3-0, 2001)
- In the Beginning - Animals & Men Collected Editions Volume One (Ed)(2001)
- The Number of the Beast - Animals & Men Collected Editions Volume Two (Ed) (2001)
- The Monster of the Mere (ISBN 0-9512872-2-2, 2002)
- Monster Hunter (ISBN 0-9512872-7-3, 2004)
- Strength through Koi (ISBN 1-905723-04-0, 2006)
- The Call of the Wild - Animals & Men Collected Editions Volume Three (ISBN 978-1905723072, 2007)
- The Island of Paradise: Chupacabra, UFO Crash Retrievals, and Accelerated Evolution on the Island of Puerto Rico (ISBN 978-1905723324) (2008)
- The Song of Panne (Being Mainly about Elephants) (ISBN 978-1909488366) (2015)

Su libro más vendido es The Owlman and Others. En su autobiografía de 2004, Monster Hunter, habla sobre sus años de abuso de sustancias, así como sus logros como criptozoologista. Una vez descrito por Nick Redfern com "La respuesta de la criptozoología a Hunter Thompson", Downes ha declarado en varias ocasiones que este aspecto de su vida está ahora firmemente en el pasado. 
Su libro de 2007 Island of Paradise cubre en profundidad sus dos expediciones a Puerto Rico en búsqueda del chupacabra y otros animales. 
Su último libro, The Song of Panne es una novela.
También, el libro de Nick Redfern, publicado en 2004, Three Men Seeking Monsters: Six Weeks in Pursuit of Werewolves, Lake Monsters, Giant Cats, Ghostly Devil Dogs and Ape-men es una crónica ficcional de las aventuras de Redfern, Downes y Richard Freeman.

## Filmografía
En su autobiografía y en otras escrituras publicadas, Downes admite que una de sus ambiciones más tempranas era hacer películas. Ha hecho unas cuantas a través de los años, incluyendo:
- The "Case" for Crop Circles (1997)
- The Owlman and Others (2000)
- Eel or no Eel(2006)
- The lair of the Red Worm (2007)
- The Dragons of Africa (2007)
- The Savage Land  (2008)
- Mountains of Mystery  (2009)
- Riddle of the Hills (2011)
- Emily and the Big Cats (2011)

Libremente admite que sus primeras dos películas son "basura". 

## On the Track
En octubre de 2007 Downes anunció un nuevo proyecto de CFZtv: un espectáculo mensual para una webTV dando todas las noticias del CFZ y noticias sobre criptozoología de alrededor del mundo. Se llama "On the Track" y puede ser encontrado en el canal de YouTube de CFZtv. 

## Carrera musical

### 1982 - 1996
Entre finales de la década de los 80 y principios de los 90, Downes estaba activo como músico e intérprete, mayoritariamente con una banda de rock llamada The Amphibians from Outer Space en la cual cantaba, tocaba la guitarra, el bajo y el piano. Integró elementos de psicodrama. Ha sido descrito como un infame cruce entre Warren Zevon y Steve Harley.

### 1996-2008
Después de su divorcio, el cual acabó once años de matrimonio con su primera mujer, Alison, en 1996, Downes cayó fuera de la industria de música para dedicarse a la criptozoología.
Records de Downes:
- The Mistake with The Amphibians from Outer Space (1982)
- You took me up (1984)
- Emotional Fascism (1984)
- Outside the Asylum with The Amphibians from Outer Space (1990)
- Breakfast with Brian Storer (1991)
- Pyramidiocy (1992)
- SexGodBaby with The Amphibians from Outer Space (1993)
- The Chicken Sleeps Tonight with The Amphibians from Outer Space (1993)
- The Case with The Amphibians from Outer Space (1995)
- Contractual Obligations with The Amphibians from Outer Space (1996)
- The Weird World with Fr Lionel Fanthorpe and The Amphibians from Outer Space (2000)
- Hard Sports (2002)
- Lost Weekend (2003)
- Twilight over England (2007)
- BiPolar (2011)
- The Man from Dystopia (2013)

## Política
Downes se describe como "básicamente un anarquista". De hecho, en muchas otras maneras está principalmente influido por la banda anarco-punk Crass, "no realmente por la música, sino por la actitud D-I-Y". Siempre mantuvo la opinión de que "en muchas maneras es más importante ser oído que conseguir ser pagado por ello".

## Apariciones en medios de comunicación
Penn & Teller: Bullshit! - Temporada 4 Episodio 1: Criptozoología